# Пенчо Дренски
Пенчо Стефанов Дрѐнски е български зоолог, научен сътрудник в Института по зоология при Българска академия на науките.

## Биография
Роден е на 24 октомври 1866 г. в Троян. През 1911 г. завършва естествени науки в Софийския университет. От 1925 г. е научен сътрудник в зоологическия отдел на Царските природонаучни институти в София.
Умира в София на 15 февруари 1963 г.

## Научна дейност
Занимава се с изучаването на кръвосмучещи мухи, вредни за земеделието насекоми, както и болести и неприятели по насекомите, риби. Изучава въпроси свързани с риболовството в България.
Описва видовете: Alburnus mandrensis (1943), Alburnus schischkovi (1943), Antrohyphantes balcanicus (1931), Antrohyphantes rhodopensis (1931), Antrohyphantes sophianus (1931), Callobius balcanicus (1940), Centromerus bulgarianus (1931), Centromerus lakatnikensis (1931), Cheiracanthium macedonicum (1921), Cryphoeca pirini (1921), Gobio bulgaricus (1926), Gonatium strugaense (1929), Inermocoelotes jurinitschi (1915), Inermocoelotes kulczynskii (1915), Mesiotelus scopensis (1935), Oxynoemacheilus bureschi (1928), Palliduphantes trnovensis (1931), Phoxinus strandjae (1926), Sabanejewia bulgarica (1928), Theridion adrianopoli (1915), Troglohyphantes kratochvili (1935), Zelotes babunaensis (1929), Zodarion pirini (1921), Zora prespaensis (1929).
На негово име са кръстени видовете: Amaurobius drenskii (Kratochvíl, 1934), Pardosa drenskii (Buchar, 1968), Troglohyphantes drenskii (Deltshev, 1973), Tenuiphantes drenskyi (Thaler & Deltshev, 1977), Inermocoelotes drenskii (Deltshev, 1990).

## Избрани произведения
По значими негови научни трудове са:
- „Зоогеографска скица на България“ (1946)
- „Лекции по екология на животните“ (1951)
- „Рибите в България“ (1951)